# 中谷義和
中谷 義和（なかたに よしかず、1942年6月7日-）は、日本の政治学者。立命館大学名誉教授。専門は政治学、特にアメリカ合衆国の政治理論。

## 略歴
富山県生まれ。1966年明治大学政治経済学部政治学科卒業後、1974年同大学政治経済学研究科博士課程修了、博士（政治学）の学位取得。1977年より中央大学経済学部助教授、教授を経て、1987年より立命館大学教授。1994年から1995年までトロント大学研究員。
明治大学では田口富久治、岡野加穂留に師事、母校の非常勤講師も勤めた。1994年、『国家理論』の翻訳で第31回日本翻訳文化賞を受賞。

## 著書

### 単著
- 『アメリカ南部危機の政治論――J・C・カルフーンの理論』（御茶の水書房, 1979年）
- 『政治学入門――歴史と概念』（法律文化社, 1998年）
- 『草創期のアメリカ政治学』（ミネルヴァ書房, 2002年）
- 『アメリカ政治学史序説』（ミネルヴァ書房, 2005年）
- 『グローバル化とアメリカのヘゲモニー』（法律文化社, 2008年）

### 共著
- （菊井禮次・福井英雄・佐藤満）『日本の政治――視点と争点』（法律文化社, 1992年）

### 編著
- 『グローバル化理論の視座――プロブレマティーク&パースペクティブ』（法律文化社, 2007年）

### 共編著
- （田口富久治）『現代政治の理論と動態』（童学草舎, 1986年）
- （田口富久治）『比較政治制度論』（法律文化社, 1994年／新版, 1999年／第三版, 2006年）
- （田口富久治）『講座現代の政治学（3）現代政治の理論と思想』（青木書店, 1994年）
- （田口富久治）『現代の政治理論家たち――21世紀への知的遺産』（法律文化社, 1997年）
- （安本典夫）『グローバル化と現代国家――国家・社会・人権論の課題』（御茶の水書房, 2002年）
- （中島茂樹）『グローバル化の現代――現状と課題（1）グローバル化と国家の変容』（御茶の水書房, 2009年）

### 訳書
- チャールズ・メリアム『アメリカ政治思想史（1・2）』（御茶の水書房, 1982-1983年）
- ボブ・ジェソップ『プーランザスを読む――マルクス主義理論と政治戦略』（合同出版, 1987年）
- F・カニンガム『民主主義理論と社会主義』（日本経済評論社, 1992年）
- ボブ・ジェソップ『国家理論――資本主義国家を中心に』（御茶の水書房, 1994年）
- F・カニンガム『現代世界の民主主義――回顧と展望』（法律文化社, 1994年）
- チャールズ・E・メリアム『政治学の新局面』（三嶺書房, 1996年）
- フィリップ・レズニック『21世紀の民主政』（御茶の水書房, 1998年）
- デイヴィッド・ヘルド『民主政の諸類型』（御茶の水書房, 1998年）
- J・G・ガネル『アメリカ政治理論の系譜』（ミネルヴァ書房, 2001年）
- デイヴィッド・ヘルド『グローバル化とは何か――文化・経済・政治』（法律文化社, 2002年）
- ジェームズ・ミッテルマン『グローバル化シンドローム――変容と抵抗』（法政大学出版局, 2002年）
- D・ヘルド, A・マッグルー『グローバル化と反グローバル化』（日本経済評論社, 2003年）
- フランク・カニンガム『民主政の諸理論――政治哲学的考察』（御茶の水書房, 2004年）
- D・ヘルド, M・K・アーキブージ編『グローバル化をどうとらえるか――ガヴァナンスの新地平』（法律文化社, 2004年）
- D・ヘルド『グローバル社会民主政の展望――経済・政治・法のフロンティア』（日本経済評論社, 2005年）
- ボブ・ジェソップ『資本主義国家の未来』（御茶の水書房、2005年）
- ジョン・G・ガネル『アメリカ政治学と政治像』（御茶の水書房, 2007年）
- ダニエル・アーチブージ『グローバル化時代の市民像―コスモポリタン民主政へ向けて』（法律文化社、2010年）
- デヴィッド・ヘルド『コスモポリタニズム――民主政の再構築』（法律文化社、2011年）